# Ресин, Владимир Иосифович
Влади́мир Ио́сифович Ре́син (род. 21 февраля 1936, Минск, Белорусская ССР, СССР) — российский политик. Депутат Государственной думы Федерального собрания Российской Федерации VI, VII и VIII созывов, член комитета Госдумы VIII созыва по строительству и ЖКХ. Герой Труда Российской Федерации (2024). Полный кавалер ордена «За заслуги перед Отечеством».
С 28 сентября по 21 октября 2010 года временно исполнял обязанности мэра Москвы.
В 2001—2011 годах — Первый заместитель мэра Москвы в Правительстве Москвы, руководитель Комплекса градостроительной политики и строительства города Москвы, председатель Совета директоров компании «Главмосстрой». Глава Межведомственной комиссии при правительстве Москвы «по вопросам постановки объектов, обладающих историко-культурной ценностью, под государственную охрану в качестве объектов культурного наследия регионального значения». Данная комиссия выпускает рекомендации Москомнаследию об охранном статусе зданий Москвы, в том числе может рекомендовать исключение объекта из охранного списка.
6 октября 2010 года Владимир Ресин вступил в партию «Единая Россия». 4 декабря 2011 года был избран депутатом Государственной думы РФ VI созыва, после чего мэр Москвы Сергей Собянин отправил Владимира Ресина в отставку.
С конца января 2012 года — советник патриарха Кирилла по строительству и куратор частной программы по возведению в Москве 200 новых храмов.
Из-за вторжения России на Украину находится в санкционных списках Евросоюза, США, Великобритании и ряда других стран.

## Происхождение
Владимир Ресин родился 21 февраля 1936 года в Минске, происходит из еврейской семьи местечка Речица Могилёвской губернии.
Отец — Иосиф Гилимович Ресин (1904—1981) и мать — Роза Вольфовна Ресина (Шейндлина) (1903—1983) — были репрессированы в 1937 году, но затем амнистированы. Иосиф Гилимович Ресин с 1938 года был первым заместителем начальника Главлесосбыта при Совнаркоме СССР, позднее — начальником Главспичпрома и управляющим делами Наркомлеса. Роза Вольфовна Ресина была выпускницей юридического факультета Ленинградского университета.
Дядя В. И. Ресина по материнской линии — известный российский теплофизик, академик Александр Ефимович Шейндлин. Другой дядя — заведующий кафедрой государства и права Ленинградского государственного университета, доктор юридических наук Борис Владимирович Шейдлин (1896—1963).
Жена — Марта Яковлевна Чадаева, дочь управляющего делами Совнаркома СССР (1939—1949) Я. Е. Чадаева.

## Образование и работа
Окончил Московский горный институт (сегодня — Горный институт НИТУ «МИСиС») по специальности «Экономика и организация горной промышленности» в 1958 году, заочную аспирантуру при кафедре «Строительство подземных сооружений и шахт» горного института, специальные курсы повышения квалификации руководителей высшего звена государственных органов управления Академии народного хозяйства СССР, школу менеджеров Союза научных и инженерных обществ, доктор экономических наук, профессор.
Работал горным мастером. С 1962 года — на различных должностях в Главмосинжстрое, в 1974—1987 — начальник Главмосинжстроя. В 1987—1988 — начальник Главмоспромстроя. С 1988 года — первый заместитель председателя, с 1989 по 1990 год — председатель Мосстройкомитета. Под его руководством велось строительство храма Христа Спасителя, торгово-рекреационных комплексов «Охотный Ряд» на Манежной площади и «Гостиный двор».
С 1996 года — зав. кафедрой экономики и управления городским строительством Российской Академии имени Плеханова.

## Политическая деятельность

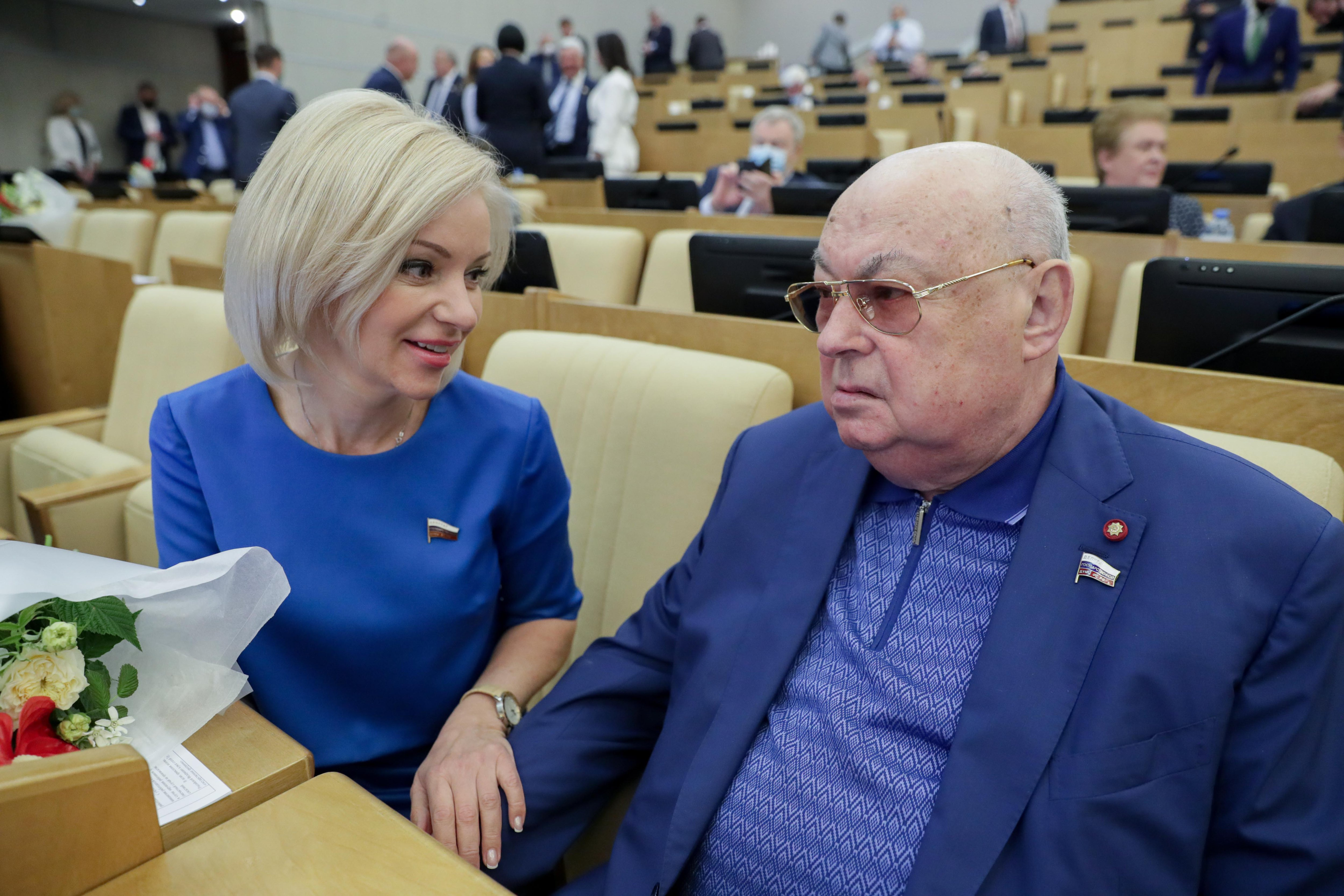
Ольга Казакова и Владимир Ресин на заседании Государственной Думы, 2021 год

Избирался депутатом Кунцевского районного Совета города Москвы (1980—1982), депутатом Московского городского Совета (1981—1991).
С 1990 года — заместитель председателя исполкома Моссовета — председатель Мосстройкомитета.
В 1991 году был назначен на должность заместителя премьер-министра Правительства Москвы — руководителя строительно-инвестиционного комплекса.
С 1992 года — первый заместитель премьера правительства Москвы — руководитель комплекса перспективного развития города и министр правительства Москвы — руководитель департамента строительства.
С июля 1996 года — первый заместитель премьера правительства Москвы — руководитель Комплекса перспективного развития.
В январе 2000 года после переизбрания мэром Ю. Лужкова Ресин сохранил пост первого заместителя премьера при формировании нового московского правительства.
С 27 августа 2001 года — первый заместитель мэра Москвы в правительстве Москвы, руководитель комплекса архитектуры, строительства, развития и реконструкции города.
28 сентября 2010 года указом Президента Российской Федерации назначен временно исполняющим обязанности мэра Москвы после отстранения Юрия Лужкова от должности мэра.
26 октября 2010 года мэром Москвы Сергеем Собяниным был переназначен на должность первого заместителя мэра.
По итогам выборов депутатов Государственной Думы Федерального Собрания Российской Федерации VI созыва, В. И. Ресин принял депутатский мандат, в связи с чем 13 декабря 2011 года мэр г. Москвы С. С. Собянин отправил его в отставку с поста первого заместителя столичного градоначальника.

## Законотворческая деятельность
С 2011 по текущее время, в течение исполнения полномочий депутата Государственной Думы VI,VII и VIII созывов, выступил соавтором 30 законодательных инициатив и поправок к проектам федеральных законов.

## Санкции
23 февраля 2022 года внесён в санкционные списки стран Евросоюза за действия и политику, которые подрывают территориальную целостность, суверенитет и независимость Украины и ещё больше дестабилизируют Украину.
24 февраля 2022 года включён в санкционный список Канады «близких соратников режима» за голосование о признании независимости «так называемых республик в Донецке и Луганске».
24 марта 2022 года, на фоне вторжения России на Украину, включён в санкционный список США за «соучастие в войне Путина» и «поддержку усилий Кремля по вторжению в Украину», Госдеп США заявил что депутаты Госдумы используют свои полномочия для преследования инакомыслящих и политических оппонентов, нарушают свободу информации, ограничивают права человека и основные свободы граждан России.
Позднее, по аналогичным основаниям, включён в санкционные списки Великобритании, Швейцарии, Австралии, Украины и Новой Зеландии.

## Доходы и собственность
Согласно официальным данным, в 2011 году с супругой получил доход в размере более 44,2 млн рублей. Ресину вместе с супругой принадлежат два земельных участка площадью 13,2 тыс. квадратных метров, два жилых дома площадью 437 и 1632 квадратных метра, дом охраны, две квартиры, 4 легковых автомобиля.
По материалам расследования ФБК от сентября 2021 года, Ресин владеет недвижимостью в России и Праге стоимостью более 2 миллиардов рублей и является обладателем коллекции часов стоимостью 165 миллионов рублей.

## Другие должности
- Академик Российской академии архитектуры и строительных наук
- Почётный член Российской академии художеств (2001)[28]
- Академик Российской и Международной инженерных академий
- Академик Международной академии информационных процессов и технологий и многих других российских и международных академий
- Профессор Международного университета, заведующий кафедрой Российской экономической академии им. Г. В. Плеханова
- Член президиума Комиссии при Президенте РФ по государственным премиям РФ в области науки и техники
- Председатель Попечительского совета Российского еврейского конгресса[29], Член Президиума Российского еврейского конгресса[30]
- Председатель Рабочей группы Фонда «Поддержки строительства храмов города Москвы», куратор от правительства Москвы городской программы строительства новых православных храмов в г. Москве
- Член Правления Фонда «Поддержки строительства храмов города Москвы»
- Член Рабочей группы при президенте РФ по восстановлению объектов культурного наследия Москвы
- Член общественного Совета по градостроительству, членом Союза архитекторов России
- Председатель редакционного совета научно-технического и производственного журнала «Строительные материалы»
- Член редколлегий журналов «Промышленное строительство», «Архитектура и строительство Москвы», общественного совета газеты «Вечерний клуб»
- Сопредседатель президиума Национального фонда «Общественное признание»
- Сопредседатель президиума Независимой организации «Гражданское общество»
- Член редакционного совета общественно-политического журнала «Признание»
- Сопредседатель совета попечителей Московского английского клуба
- Председатель московского отделения Российского общества инженеров строителей
- Член президиума Московского горкома профсоюза работников строительства и промышленности строительных материалов

## Награды и звания

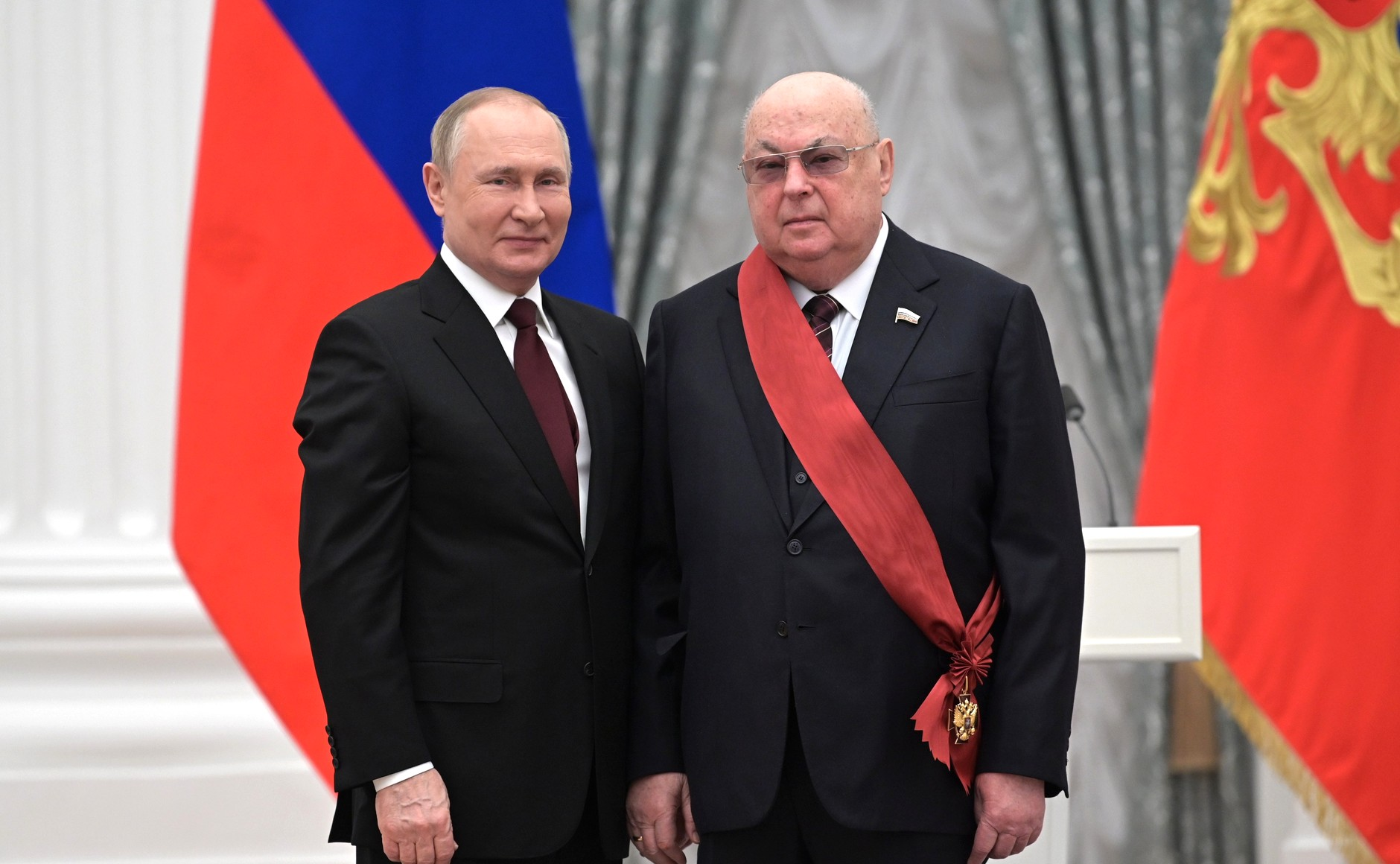
Награждение Владимира Ресина Орденом «За заслуги перед Отечеством» I степени. 2022 год

Государственные награды Российской Федерации и СССР 
- Герой Труда Российской Федерации (6 ноября 2024 года) — за большие заслуги в развитии российской государственности и многолетнюю плодотворную трудовую деятельность[32]

Полный кавалер ордена «За заслуги перед Отечеством»:
- Орден «За заслуги перед Отечеством» I степени (вручён 2 февраля 2022 года)[33]
- Орден «За заслуги перед Отечеством» II степени (10 августа 2005 года) — за выдающийся вклад в развитие строительного комплекса города Москвы и многолетнюю добросовестную работу[34]
- Орден «За заслуги перед Отечеством» III степени (30 сентября 1995 года) — за большой личный вклад в осуществление реформ, направленных на перестройку экономики города, успешное строительство жилья и проведение работ по реконструкции центра столицы[35]
- Орден «За заслуги перед Отечеством» IV степени (31 декабря 2008 года) — за активное участие в реализации мероприятий по восстановлению жилья и объектов инфраструктуры на территории Республики Южная Осетия[36]
- Орден Александра Невского (2016 год)[37]
- Орден Почёта (19 августа 2000 года) — за большой вклад в сохранение и восстановление памятников культуры и архитектуры города Москвы[38]
- Орден Дружбы (21 февраля 2011 года) — за большой вклад в социально-экономическое развитие города Москвы[39]
- Два ордена Трудового Красного Знамени
- Орден «Знак Почёта»
- Знак отличия «За безупречную службу» L лет (19 декабря 2011 года) — за большой вклад в реконструкцию, реставрацию, техническое оснащение и торжественное открытие федерального государственного бюджетного учреждения культуры «Государственный академический Большой театр России»[40]
- Медаль «Защитнику свободной России» (9 ноября 1993 года) — за исполнение гражданского долга при защите демократии и конституционного строя 19-21 августа 1991 года[41]
- Заслуженный строитель РСФСР (26 января 1983 года)

 Поощрения Президента и Правительства Российской Федерации 
- Благодарность Президента Российской Федерации (14 августа 2013 года) — за заслуги в укреплении законности, активную законотворческую деятельность и многолетнюю добросовестную работу[42]
- Благодарность Президента Российской Федерации (21 февраля 2006 года) — за большой вклад в развитие строительного комплекса города Москвы[43]
- Благодарность Президента Российской Федерации (22 ноября 2003 года) — за большой вклад в развитие инвестиционно-строительного комплекса города Москвы[44]
- Благодарность Президента Российской Федерации (18 ноября 1997 года) — за активное участие в подготовке и проведении празднования 850-летия основания Москвы[45]
- Благодарность Президента Российской Федерации (14 августа 1995 года) — за активное участие в подготовке и проведении празднования 50-летия Победы в Великой Отечественной войне 1941—1945 годов[46]
- Медаль Столыпина П. А. II, I степени (15 июля 2013 года, 6 апреля 2018 года) — за заслуги в решении стратегических задач социально-экономического развития страны и реализации долгосрочных проектов Правительства Российской Федерации в области строительства[47]
- Нагрудным знаком «За вклад в российскую культуру»
- Почётная грамота Правительства Российской Федерации (21 февраля 1996 года) — за заслуги в области строительства и многолетний добросовестный труд[48]
- Благодарность Правительства Российской Федерации (20 февраля 2006 года) — за большой личный вклад в развитие строительного комплекса г. Москвы и многолетний добросовестный труд[49]

Иностранные награды
- Орден Почёта (Беларусь, 16 февраля 2005 года) — за большой личный вклад в укрепление экономических, научно-технических и культурных связей между Республикой Беларусь и городом Москвой Российской Федерации[50]
- Орден Дружбы (Южная Осетия, 28 августа 2009 года) — за заслуги в деле укрепления дружбы и сотрудничества между народами, активное содействие в строительстве жилого микрорайона «Московский» и объектов социального назначения[51]
- Медаль Анании Ширакаци (Армения, 1 декабря 2003 года) — за весомый вклад в дело развития армяно-российских дружественных связей[52]

Премии
- Государственная премия Российской Федерации 1993 года в области науки и техники (8 июня 1993 года) — за комплексное инженерное освоение городских территорий при массовой застройке жилого района «Крылатское»[53]
- Государственная премия Российской Федерации в области образования за 1998 год (4 октября 1999 года) — за создание учебника «Технология строительства подземных сооружений» для высших учебных заведений[54]
- Премия Президента Российской Федерации в области образования 1998 года (4 октября 1999 года) — за создание учебника «Технология строительства подземных сооружений» для высших учебных заведений[55]
- Государственная премия СССР
- Дважды лауреат премии Совета Министров СССР
- Премия «Человек года» в номинации «Представитель власти» (2010 год, Федерация Еврейских общин России)[56]

 Награды субъектов Российской Федерации
- Знак отличия «За заслуги перед Москвой» (3 февраля 2006 года) — за значительный вклад в развитие строительной отрасли региона, многолетнюю плодотворную деятельность в интересах города и москвичей[57]
- Почётный знак «За заслуги в развитии законодательства и парламентаризма» (29 января 2014 года) — за многолетнюю плодотворную деятельность[58]
- Благодарность Мэра Москвы (19 декабря 2011 года) — за многолетнюю плодотворную работу в составе Правительства Москвы и большой личный вклад в развитие строительной отрасли города[59]
- Благодарность Мэра Москвы (15 июня 2005 года) — за успешную оперативную организацию работы по ликвидации аварии, связанной с отключением 25 мая 2005 года подстанции «Чагино»[60]
- Почётная грамота Московской городской Думы (20 апреля 2005 года) — за выдающиеся заслуги перед городским сообществом[61]

Общественные награды
- Пять золотых и пять серебряных медалей и почётный диплом ВДНХ СССР
- Почётный гражданский орден Золотой Крест «За служение обществу» (Национальный фонд «Общественное признание», 2006 год)
- Золотой Почётный знак «Общественное признание» (Национальный фонд «Общественное признание» и организация «Гражданское общество», 1998 год)
- Памятный знак «Самарский крест» (Общественный совет Болгарии, 2016 год)[62]

Конфессиональные награды
- Орден святого благоверного князя Даниила Московского I степени (РПЦ) (2005)[63]
- Орден преподобного Сергия Радонежского I степени (РПЦ)[64]
- Орден святого равноапостольного великого князя Владимира I (2008)[65], II, III степеней (РПЦ)
- Орден преподобного Сергия Радонежского III степени (28 августа 2014 года) — во внимание к помощи Русской Православной Церкви[66]
- Орден преподобного Серафима Саровского I степени (21 февраля 2016 года) — во внимание к усердным созидательным трудам и в связи с 80-летием со дня рождения[67]
- Медаль преподобного Сергия Радонежского I степени (РПЦ)

Иное
- Почётный гражданин Еревана (2005)
- Почётный гражданин Гюмри (2005)
- Почётный гражданин Балахны[68]
- Почётный профессор МГУ (2002)[69]

## Семья
Женат, имеет дочь, внука.

## Критика
После отставки Юрия Лужкова Ресин с 28 сентября 2010 года по 25 октября 2010 года временно исполнял обязанности мэра Москвы до назначения на эту должность Сергея Собянина. Лужков с обидой отнёсся к тому, что Владимир Ресин остался работать в команде нового мэра в качестве его первого заместителя ещё более года до перехода Ресина на работу в Государственную думу.
25 апреля 2014 года очевидцы сняли на видео, как водитель автомобиля скорой помощи, направлявшийся с пациентом в стационарную клинику, включил спецсигналы и двигался по разделительной полосе Кутузовского проспекта, но вынужден был уйти в сторону, чтобы уступить дорогу Audi с госномером А 477 МР 97, который уже несколько лет обслуживает бывшего вице-мэра Москвы Владимира Ресина. Владимир Ресин двигался на работу в Государственную Думу. Приехать туда Ресин решил после появления информации о возможно скором сложении с себя депутатских полномочий по решению партии «Единая Россия».